# Tímida (canção)
"Tímida" é uma canção da cantora drag queen brasileiro Pabllo Vittar, com a cantora mexicana Thalía, contida no terceiro álbum de estúdio de Vittar, 111 (2020). A faixa foi lançada como segundo single do álbum em 19 de março de 2020, através da Sony Music Brasil. Foi composta por Rodrigo Gorky, Danielle Sanchez, Pablo Bispo, Zebu, Gale, Arthur Marques e Maffalda, e produzida por Brabo Music Team.

## Antecedentes e lançamento
Para divulgar o single, Vittar mandou fazer um mural interativo em um local estratégico da cidade de São Paulo. Alguns fãs que passaram por lá tiveram ouviram a canção em primeira mão. A capa do single foi revelada por Pabllo nas redes sociais em 17 de março de 2020.

## Videoclipe
O videoclipe foi lançado em 20 de março de 2020, com direção de Gustavo Camacho, o clipe de "Tímida" foi gravado na cidade de Nova Iorque, nos Estados Unidos.

## Apresentações ao vivo
Vittar apresentou a música em 23 de abril de 2020 no The Stonewall Inn Gives Back.[carece de fontes?]

## Desempenho nas tabelas musicas
| País — Tabela musical (2020)           | Melhor posição |
| -------------------------------------- | -------------- |
| Chile (Monitor Latino)                 | 9              |
| Estados Unidos (Billboard Latin Songs) | 13             |

## Vendas e certificações
| Região                                                                                             | Certificação | Vendas  |
| -------------------------------------------------------------------------------------------------- | ------------ | ------- |
| Brasil (Pro-Música Brasil)                                                                         | Platina      | 80,000* |
| *números de vendas baseados somente na certificação ^distribuições baseadas apenas na certificação |              |         |